# Gare de Domont
Pour les articles homonymes, voir Domon.
La gare de Domont est une gare ferroviaire française de la ligne d'Épinay - Villetaneuse au Tréport - Mers, située sur le territoire de la commune de Domont (département du Val-d'Oise). Elle se situe à 20 km de la gare de Paris-Nord.
C'est une gare SNCF desservie par les trains du réseau Transilien Paris-Nord (ligne H).

## Histoire
La ligne d'Épinay à Persan - Beaumont via Montsoult fut ouverte par la compagnie des chemins de fer du Nord en 1877, l'embranchement de Montsoult à Luzarches en 1880.
En 2019 et durant les quatre années précédentes, la fréquentation annuelle de la gare s'élève, selon les estimations de la SNCF, aux nombres indiqués dans le tableau ci-dessous.
| Année     | 2019      | 2018      | 2017      | 2016      | 2015      |
| --------- | --------- | --------- | --------- | --------- | --------- |
| Voyageurs | 2 620 960 | 2 694 723 | 2 673 396 | 2 710 479 | 2 734 396 |

## Service des voyageurs

### Desserte
Elle est desservie par les trains de la ligne H du Transilien (réseau Paris-Nord).

### Intermodalité
La gare est desservie par les lignes 1512, 1517, la ligne de Soirée Domont et par TàD Eaubonne-Domont (sur réservation) du réseau de bus de la Vallée de Montmorency ainsi que par la ligne 1309 du réseau de bus Haut Val-d'Oise et, la nuit, par la ligne N147 du réseau de bus Noctilien. À 350 mètres, se trouve la station Piscine desservie par la ligne 269 du réseau de bus RATP.

## Patrimoine ferroviaire
Le bâtiment voyageurs appartient à un type particulier érigé par la Compagnie du Nord sur la section d'Épinay à Montsoult - Maffliers. Ces bâtiments, dotés d'une aile basse en « T » avec un pignon couvrant la salle d'attente, possèdent une aile haute, large de trois travées, sous bâtière transversale.
Celui de la gare de Domont a son aile haute disposée à droite. L'aile basse comportait à l'origine quatre travées (cinq côté rue avec l'entrée des voyageurs dans la barre transversale du « T »). Les espaces latéraux de cette aile, qui gagnera plus tard une travée, ont rapidement été élargis, avec un toit en zinc de faible pente. Contrairement aux gares similaires, l'entrée des voyageurs a conservé sa disposition à trois travées (deux portes additionnelles remplaçant les fenêtres), mais la marquise de quai, réalisée en bois, a également disparu.

## Galerie de photographies

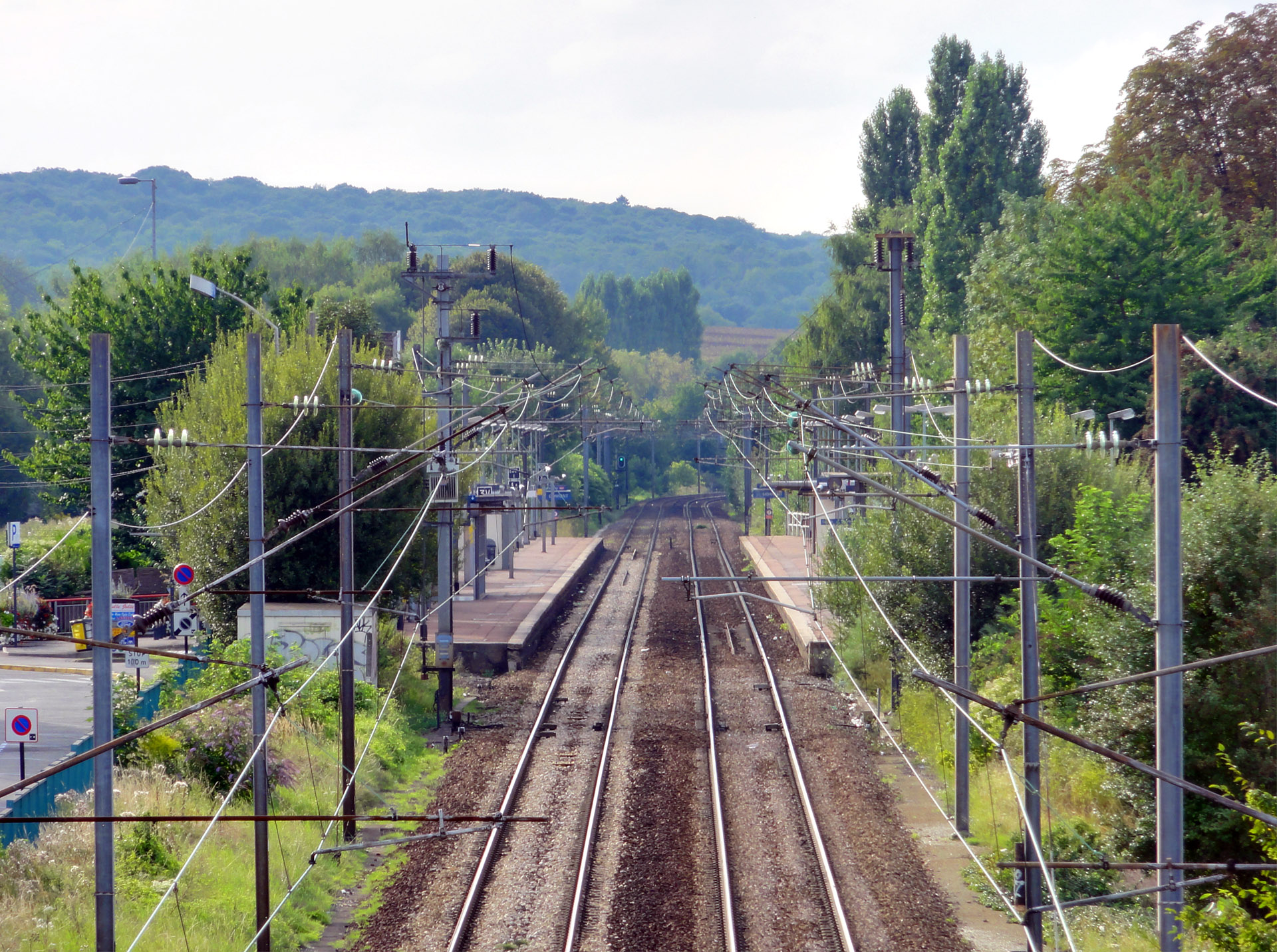
Vue d'ensemble en direction de Montsoult.
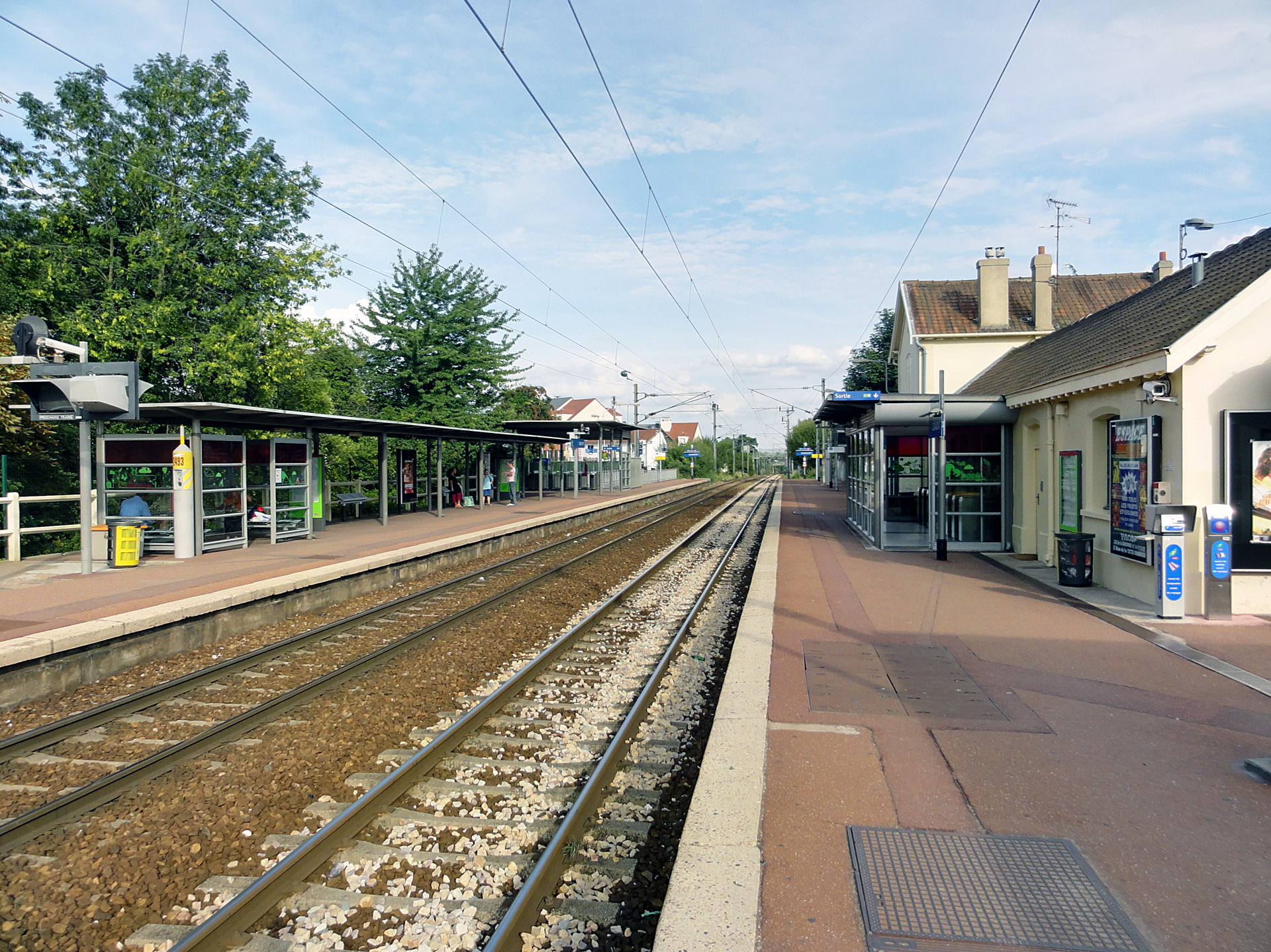
Les quais en direction de Paris.
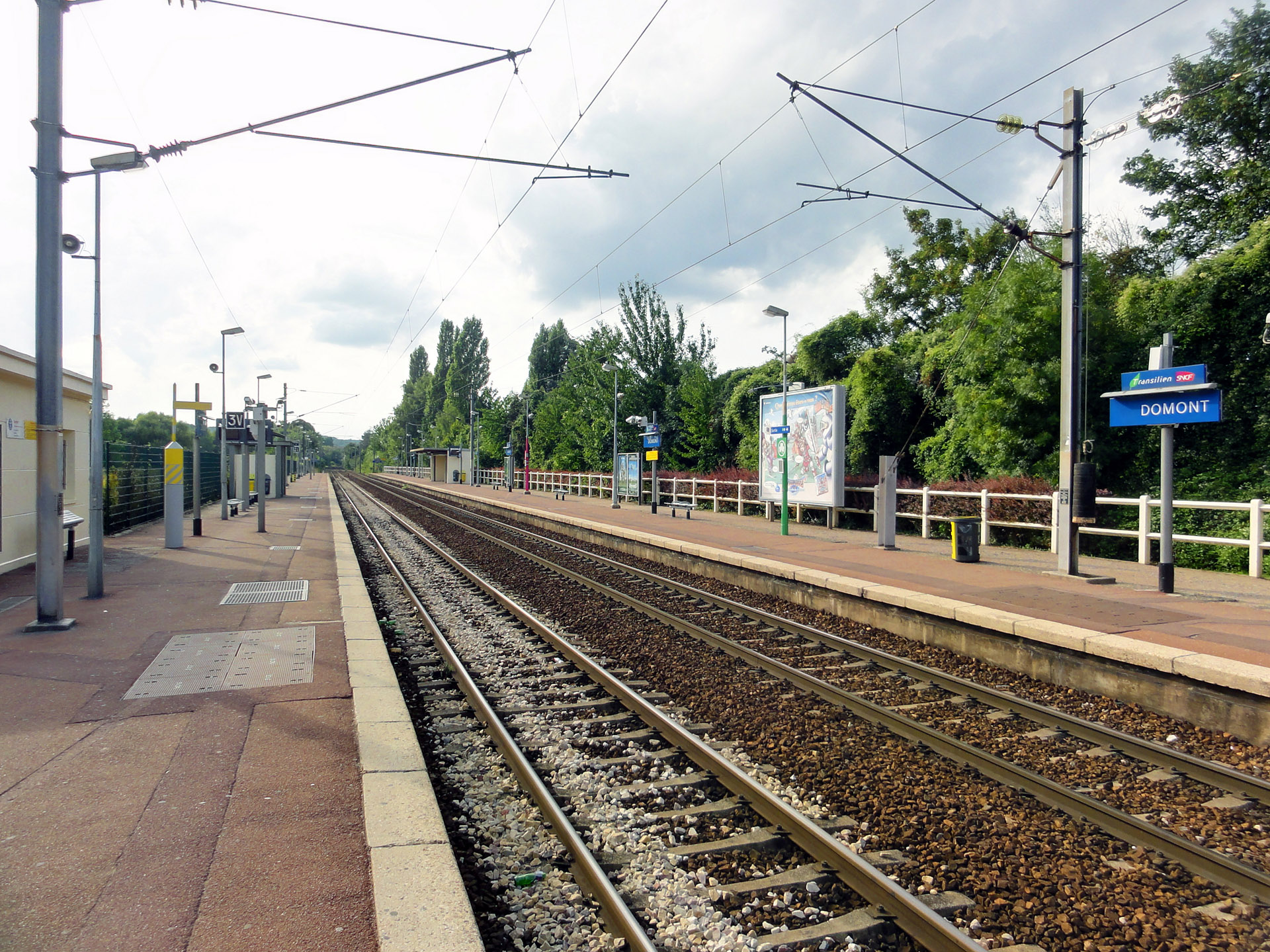
Les quais en direction de Montsoult.